# Lorraine Bénic
 (avril 2025).
Si vous disposez d'ouvrages ou d'articles de référence ou si vous connaissez des sites web de qualité traitant du thème abordé ici, merci de compléter l'article en donnant les références utiles à sa vérifiabilité et en les liant à la section « Notes et références ».
Lorraine Bénic née en 1937 à Montréal au Québec est une artiste graveure et peintre canadienne.
Possédant une connaissance approfondie des techniques de l'estampe, elle est principalement connue pour sa maîtrise de l’Eau-forte et pour sa contribution à la gravure au carborundum.

## Biographie
Lorraine Bénic a suivi des cours du soir à l’École des Beaux-Arts de Montréal de 1958 à 1962, puis en 1963, elle quitte le Québec pour se rendre à Paris afin de poursuivre sa formation artistique. Son séjour parisien s’échelonne sur une période de neuf années durant lesquelles elle étudie la peinture dans divers ateliers et plus particulièrement à l'Académie Goetz fondé par l’artiste américain d’origine française, Henri Goetz. Reconnu pour son expertise et sa grande maîtrise des techniques traditionnelles de l’estampe, Goetz, avec la contribution de Lorraine Bénic crée un nouveau procédé appelé la gravure au carborundum. Elle enseigne cette technique qui permet de réaliser des estampes de manière plus spontanée et de révéler une plus grande richesse de matière plastique. Parallèlement à l’enseignement, elle poursuit sa formation en dessin à l'École de Montparnasse et c’est aussi à partir de la seconde moitié des années 1960 qu’elle commence à présenter son travail tant au Québec qu’en Europe, notamment à la Galerie Paris de Montréal, à la Galerie Daberkow à Francfort, au Centre culturelle canadien de Paris et à la Galerie Maître Albert à Paris. De 1970 à 1971, elle anime des ateliers de gravure à La Fondation Maeght de Saint-Paul-de-Vence. Elle revient définitivement au Québec en 1972. Elle est chargée de cours à l’Université du Québec à Montréal de 1978 à 1993 et à l’Université du Québec à Trois-Rivières.

## Démarche
Après de nombreuses années d’apprentissage et d’expérimentation, Lorraine Bénic pratique plusieurs médiums dont principalement, la gravure, la peinture et le dessin. Ses œuvres se construisent par addition et superposition et se démarquent par la finesse du trait et un soin extrême accordé au détail. Il en résulte un grand dépouillement formel et une rigueur dans la précision du geste qui caractérisent le travail de Lorraine Bénic et laisse voir la lenteur du processus qui orientent la finalité de l’œuvre.

## Expositions individuelles (sélection)
- 1967 : Bénic, œuvres récentes, Galerie Paris, Montréal
- 1971 : École Spéciale d'Architecture, Paris, FR
- 1972 : Bénic, gravures récentes, Centre culturel canadien, Paris
- 1978 : Bénic, peintures et dessins, Galerie Saint-Denis, Montréal, QC
- 1982 : Carré / Décarré, Musée d’art de Joliette, Joliette, QC
- 1988 :
  - Souffles…, Musée de la ville de Lachine, QC[3]
  - Scriptura, autour de Michel Butor, Espace 87, Tunis, Tunisia
  - SAGA, Grand Palais, Paris, FR
- 1990 :
  - Spatiogrammes et Para-Signes, Galerie du Centre, Saint-Lambert, QC
  - Premiers états de la création, Galerie de l’UQAM, Montréal, QC
- 1991 : Papier en fête, Galerie Simon Blais, Montréal, QC
- 1992 :
  - Bénic et Tisari, Galerie Frédéric Palardy, Montréal, QC
  - Six et Butor, Espace La Tranchefile, Montréal, QC
- 1993 : L’amour inspiré, Galerie Lacerte Palardy et Ass., Montréal, QC
- 1999 : Bénic, Parcours en noir et blanc 1965-1992, Galerie sous le Passe-Partout, Montréal, QC
- 2001 : Lorraine Bénic, Amalgame, Engramme, Québec, QC

## Collections (sélection)
- Musée d’art moderne de Paris
- Musée national des beaux-arts du Québec
- Fonds National d’Art Contemporain de Paris
- Loto-Québec
- Banque d’œuvres d’art du Conseil des arts du Canada
- Collections privées